# Horsabrücke
Die Horsabrücke befindet sich einige hundert Meter östlich der Pegasusbrücke bei Ranville in der Normandie. Vor ihrer Umbenennung nach dem Zweiten Weltkrieg war sie unter dem schlichten Namen Ornebrücke bekannt.
Die Brücke überquert die Orne, die an dieser Stelle parallel zum Caen-Kanal verläuft. Beide kommen aus dem südlich liegenden Caen und münden nördlich in den Ärmelkanal. Die Horsabrücke war das zweite Ziel von Major John Howards Einsatzkommando in der Operation Tonga, das in den frühen Morgenstunden des D-Day mit seinen Lastenseglern vom Typ Airspeed Horsa unmittelbar neben der Pegasusbrücke landete. Bei der Horsabrücke ging ein Lastensegler mit Infanteristen unter Lieutenant D. Fox und Pionieren unter Lieutenant H. J. Bence nieder, die die Brücke einnahmen und sicherten. Kurz darauf bekamen sie Verstärkung von einer zweiten Gruppe unter Sergeant S. Pearson und Lieutenant L. Guthrie. Der heutige Name der Brücke leitet sich von den damals benutzten Lastenseglern ab.
Im Gegensatz zur Pegasusbrücke, die 1994 als Denkmal restauriert und im Museum „Memorial Pegasus“ wieder aufgebaut wurde, ist die Horsabrücke nicht sonderlich bekannt. Die Originalbrücke wurde schon vor längerer Zeit abgerissen und durch eine moderne Brücke ersetzt. Neben der Brücke steht heute eine Stele, die an deren Bedeutung bei der Operation Overlord und an ihre britischen Eroberer erinnert.